# Erschmatt
Erschmatt là một đô thị trong huyện Leuk, bang Valais, Thụy Sĩ. Đô thị này có diện tích 11,2 km2, dân số thời điểm tháng 12 năm 2002 là 312 người.